# Atypena
Atypena é um gênero de aranhas da família Linyphiidae.